# György Ránki
György Ránki (ur. 30 października 1907 w Budapeszcie, zm. 22 maja 1992 tamże) – węgierski kompozytor.

## Życiorys
W latach 1926–1930 studiował w Akademii Muzycznej w Budapeszcie u Zoltána Kodálya. Od 1938 do 1939 roku przebywał w Paryżu, gdzie studiował etnomuzykologię u André Schaeffnera w Musée de l’Homme. Po powrocie na Węgry poświęcił się wyłącznie komponowaniu. Otrzymał nagrody im. Erkela (1952, 1957), im. Kossutha (1957) i im. Bartóka-Pásztory (1987). W 1963 roku został uhonorowany państwowym tytułem Zasłużonego Artysty (Érdemes Művésze díj).
Tworzył w tradycyjnych formach, posługując się tonalnym językiem dźwiękowym, stworzył jednak oryginalny styl wprowadzający elementy jazzu, muzyki popularnej i folkloru. Większość jego wczesnych kompozycji spłonęła podczas oblężenia Budapesztu pod koniec II wojny światowej.

## Wybrane kompozycje
(na podstawie materiałów źródłowych)

### Utwory orkiestrowe
- 2 symfonie (I 1977, II 1981)
- Kárdtánc (1949)
- Tańce węgierskie z XVI wieku (1950)
- suita Arystofanes na skrzypce i orkiestrę smyczkową (1958)
- Don Qujiote y Dulcinea na obój i małą orkiestrę (1961)
- Fantazja na fortepian i orkiestrę (1962)
- suita z baletu Circus (1965)
- preludium Aurora Tempestuosa (1967)
- Raga di notte na skrzypce i orkiestrę (1974)
- Concertino na cymbały, ksylofon, kotły, perkusję i kwartet smyczkowy (1978)
- Koncert na altówkę, 2 orkiestry smyczkowe, perkusję i fortepian (1979)
- Divertimento na klarnet i orkiestrę smyczkową (1986)

### Utwory kameralne
- suita Arystofanes na skrzypce i fortepian (1947)
- Serenata all’antiqua na skrzypce i fortepian (1956)
- Pentaerophonia na kwintet dęty (1958)
- Don Qujiote y Dulcinea na obój i klawesyn lub fortepian (1961)
- Kwartet smyczkowy (1985)

### Utwory fortepianowe
- 3 sonaty (I 1931 zaginiona, II 1947, III 1980)
- Scherzo (1961)

### Utwory wokalno-instrumentalne
- A város peremén na chór i orkiestrę (1947)
- oratorium 1944 na baryton, chór i orkiestrę kameralną (1967)
- Lament in memoriam Zoltán Kodály na głosy żeńskie, chór, cymbały i klawesyn lub organy (1971)
- Cantus urbis na 4 solistów, chór i zespół instrumentów (1972)
- monodram Leverkühn’s Abschied na tenora i 10 instrumentów (1979)
- Nyitány a 21 századhoz na chór i orkiestrę (1987)
- oratorium Kain i Abel na 4 głosy solowe, chór i orkiestrę (1989)

### Opery
- Pomádé király új ruhája (1953, wyst. Budapeszt 1953; także wersja 1-aktowa 1967, wyst. Budapeszt 1972)
- As ember tragédiája (1970, wyst. Budapeszt 1970)
- A holdbeli csónakos (1979)
- dramat muzyczny Végelszamolas (1988)

### Balety
- Circus (1965)
- A verázisital (1975)